# 土曜エンタテインメント
『土曜エンタテインメント』（どようエンタテインメント）は、テレビ大阪が2016年4月2日から2018年3月31日まで放送した単発特別番組枠である。毎週土曜日の19:00 - 20:54に放送されていた。

## 概要
この枠では以前から『土曜スペシャル』を毎週放送し続けたが、テレビ東京での放送時間枠縮小により2016年3月を以てネット打ち切りとなった。2016年4月度の改編を行うにあたり、『土曜スペシャル』のメインコンテンツである旅番組以外の特集番組も常に揃えることにし枠名を『土曜エンタテインメント』とすることになった。なお当枠で映画を放送する場合は「土曜エンタテインメント特別企画」と題し、18:58開始に変更のうえ、映画評論家の有村昆による解説が放送される。また、自社制作番組を当枠で放送する場合は18:58または18:59開始に変更される。
当番組の前座番組である『おとな旅あるき旅』が拡大スペシャルを放送する際は、当枠を使って放送される。
2018年3月末で当番組が終了することが発表された。4月以降はタイトルを『OSAKA土曜スペシャル』に再度改め、月の半分にあたる2～3回程度は自社制作番組を放送する。また、当枠で不定期に放送されている『大阪人の新常識 OSAKA LOVER』が月1回のペースでレギュラー放送される。

## 放送した内容

### 2016年
『おとな旅あるき旅』拡大スペシャルおよび『家、ついて行ってイイですか?』は除く。
| 放送日   | タイトル                                                            | 備考      |
| -------- | ------------------------------------------------------------------- | --------- |
| 4月2日   | 極旅8～達人と行くガイドに載らないマル秘ツアー～                     | [ 注 1 ]  |
| 4月9日   | 健康旅行社 名医と行く!健康ツアー                                    | [ 注 1 ]  |
| 4月16日  | 軽トラで行く!激走600キロ 港めぐり旅7                                | [ 注 1 ]  |
| 4月23日  | 所でナンじゃこりゃ!?                                                | [ 注 2 ]  |
| 4月30日  | 一両列車で行こう!春のふれあい旅                                     | [ 注 1 ]  |
| 5月21日  | 移転まで半年!築地でツアーを作れ!                                    | [ 注 1 ]  |
| 5月28日  | ウソのような本当の瞬間!30秒後に絶対見られるTV 衝撃53連発!           | [ 注 3 ]  |
| 6月4日   | 世界が注目する伊勢志摩でツアーを作れ!                               | [ 注 1 ]  |
| 6月11日  | 映画「ダイ・ハード」                                                |           |
| 6月18日  | 映画「ターミネーター2」                                             |           |
| 6月25日  | 池上彰の世界を知れば大阪が変わるニュースショー3 池上彰が黒門市場へ! | [ 注 4 ]  |
| 7月2日   | 関西私鉄沿線ぶらり旅～すぐそこがめっちゃ楽しい～                    | [ 注 4 ]  |
| 7月9日   | 大阪発!電車で行くワケあり女の開運ひとり旅3                          | [ 注 4 ]  |
| 7月16日  | ローカル路線バス乗り継ぎの旅 第23弾 宮崎・青島〜長崎・グラバー邸    | [ 注 5 ]  |
| 7月30日  | 所でナンじゃこりゃ!?                                                | [ 注 6 ]  |
| 8月13日  | ポンコツおじさん旅に出る3…夏旅                                      | [ 注 7 ]  |
| 8月27日  | ウソのような本当の瞬間!30秒後に絶対見られるTV                       | [ 注 8 ]  |
| 9月3日   | 大阪人3000人が選ぶ!今すぐ歌いたい なにわの名曲ベスト20              | [ 注 4 ]  |
| 9月17日  | ウソのような本当の瞬間!30秒後に絶対見られるTV                       | [ 注 9 ]  |
| 10月15日 | やすとものどこいこ!?買い物の秋!ゴールデン2時間SP!                   | [ 注 10 ] |
| 10月22日 | ローカル路線バス乗り継ぎの旅 第24弾 山口・錦帯橋～京都・天橋立      | [ 注 11 ] |
| 11月5日  | 所でナンじゃこりゃ!?                                                | [ 注 12 ] |
| 11月19日 | 開局35周年特別企画 思ってたんとちゃう!?間違いだらけの大阪ヒストリー | [ 注 10 ] |
| 11月26日 | 開局35周年特別企画 大阪発 ローカル線ぶらり途中下車こだわり旅        | [ 注 10 ] |
| 12月3日  | 関西198全市町村から選んだ!住みたい街ランキング2016                  | [ 注 10 ] |
| 12月24日 | ローカル路線バス乗り継ぎの旅～特別編～                              | [ 注 13 ] |

### 2017年
『おとな旅あるき旅』拡大スペシャルおよび『家、ついて行ってイイですか?』『出川哲朗の充電させてもらえませんか?』は除く。
| 放送日   | タイトル                                                            | 備考      |
| -------- | ------------------------------------------------------------------- | --------- |
| 1月14日  | 仰天パニックシアター～まさかの瞬間ビビる88連発!!～                  | [ 注 14 ] |
| 2月18日  | 関西人2000人が選ぶ!今すぐ入りたい!名湯秘湯ベスト10 2017年版         | [ 注 10 ] |
| 2月25日  | アレなんでやねん!大阪人の生態学VSスペシャル                         | [ 注 10 ] |
| 3月11日  | 生前、親がお世話になりました～親探しの旅                            | [ 注 10 ] |
| 3月18日  | 大阪密着24時「ドクターヘリ!救急救命の現場!悪質万引き犯逮捕の瞬間!」 | [ 注 10 ] |
| 3月25日  | いい旅・夢気分スペシャル                                            | [ 注 15 ] |
| 4月22日  | ローカル路線乗り継ぎの旅Z 第1弾 伊豆下田～知多半島                  | [ 注 16 ] |
| 4月29日  | いい旅・夢気分スペシャル                                            | [ 注 17 ] |
| 5月13日  | ウソのような本当の瞬間!30秒後に絶対見られるTV                       | [ 注 18 ] |
| 6月10日  | ウソのような本当の瞬間!30秒後に絶対見られるTV                       | [ 注 19 ] |
| 6月17日  | ウソのような本当の瞬間!30秒後に絶対見られるTV                       | [ 注 20 ] |
| 7月22日  | ローカル路線バス乗り継ぎの旅Z 第2弾 山梨・富士山～栃木・那須岳      | [ 注 21 ] |
| 8月19日  | OSAKA一番らばー                                                     | [ 注 10 ] |
| 9月2日   | ヤメドキ 〜人生の決断見届けバラエティ〜                             | [ 注 10 ] |
| 9月16日  | OSAKA一番らばー第2弾                                                | [ 注 10 ] |
| 10月21日 | ローカル路線バス乗り継ぎの旅Z 第3弾 宮城・松島～秋田・白神山地      | [ 注 22 ] |
| 11月4日  | これが世界の行き止まり!地球のはしっこ!絶景ハウス                    | [ 注 23 ] |
| 11月18日 | 大阪発!電車で行くワケあり女の開運ひとり旅4                          | [ 注 10 ] |
| 12月16日 | 大阪人の新常識 OSAKA・LOVER第3弾                                    | [ 注 10 ] |

### 2018年
『おとな旅あるき旅』拡大スペシャルおよび『出川哲朗の充電させてもらえませんか?』は除く。
| 放送日  | タイトル                                                         | 備考      |
| ------- | ---------------------------------------------------------------- | --------- |
| 1月20日 | ローカル路線バス乗り継ぎの旅Z 第4弾 岐阜・岐阜城〜鳥取・鳥取砂丘 | [ 注 24 ] |
| 2月10日 | 大阪発!関西人なら入りたくなる!!名湯秘湯ベスト10 2018年版         | [ 注 10 ] |
| 3月10日 | 大阪人の新常識 OSAKA LOVER 4                                     | [ 注 10 ] |
| 3月17日 | 360度カメラを気になる所に置いてみた                              | [ 注 10 ] |
| 3月31日 | いい旅・夢気分スペシャル                                         |           |